# 케로로 더 무비: 드래곤 워리어
초극장판 케로로 중사 4기 : 격침 드래곤 워리어즈입니다! (일본어: 超劇場版ケロロ軍曹 4: 擊侵ドラゴンウォリア-ズであります!, Keroro Gunso the Super Movie 4: The Keroro Dragon Warrior)는 요시자키 미네의 동명만화 원작 케로로 중사의 네 번째 극장판 애니메이션이다. 2009년 3월 7일 개봉되었다. 한글판 DVD는 8월초에 출시되었다.
앞선 키루루 3부작과는 독립된 작품이며 케로로 소대원들이 주술에 의해 드래곤으로 변한다는 파격적인 내용으로 전부터 화제를 모았다. 또한 뛰어난 작화와 전투씬으로 호평 받았다.

## 줄거리
어느날, 세계 곳곳에 나타난 거대형 아치. 아치에 호기심을 품은 케로로는 모든 소대원들을 해외로 파견시켜 아치를 조사하라고 한다. 그뒤, 후유키에게서 모모카의 친구를 만나러 프랑스에 간 타마마가 행방불명됐다는 소식을 접했다. 이 말을 들은 그는 곧바로 후유키와 프랑스라는 말에 혹해서 따라나선 나츠미 함께 비행선을 타고 프랑스까지 날아갔다. 프랑스로 가는 상공, 하늘을 날아다니는 정체모를 드래곤 한 마리를 발견했는데 생김새며 이마에 새겨진 마크까지 영락없는 타마마였다. 의문이 가시기도 전에 홀로 집을 지키고 있던 모아로부터 연락이 왔다. 타마마는 말할것도 없고 다른 소대원들하고도 연락이 두절됐다는 것이었다.
한참 뒤, 프랑스에 도착한 케로로와 히나타 남매, 그리고 모모카는 모든 사건의 범인을 알게된다. 범인은 바로 모모카의 프랑스 친구 펠리시타 시온. 그녀는 오래전부터 알고있던 마음의 친구 '테라라'를 깨워내기 위해 세계 도심에 아치를 소환하고 케로로 소대원들을 드래곤으로 만든것이다. 하지만 재난은 이미 시작되고 있었고 끝내 드래곤이 되어 모든 기억을 잃고 서로를 공격하는 소대원들과 마주한다. 그때 케로로는 시온에게 한 가지 부탁을 했다. 바로, 자신도 드래곤으로 만들어달라는 것이다. 이후 드래곤이 된 케로로는 모든 소대원들을 진정시켰고 정신을 차린 다른 소대원들 역시 각자의 파트너들과 지구를 구하기 위해 연합했다.